# Episodi di Give Me Five
La prima ed unica stagione della serie televisiva Give Me Five è stata trasmessa negli Stati Uniti dal 16 giugno 2004 al 12 gennaio 2005 sul canale Fox.
In Italia la serie è andata in onda dal 13 giugno al 29 agosto 2009 su Italia 1.
| nº | Titolo originale             | Titolo italiano              | Prima TV USA      | Prima TV Italia |
| -- | ---------------------------- | ---------------------------- | ----------------- | --------------- |
| 1  | Pilot                        | Il party                     | 16 giugno 2004    | 13 giugno 2009  |
| 2  | Quintagious                  | La quarantena                | 23 giugno 2004    | 20 giugno 2009  |
| 3  | Little Man on Campus         | Le selezioni                 | 30 giugno 2004    | 27 giugno 2009  |
| 4  | Lord of the Cell             | Il cellulare della discordia | 7 luglio 2004     | 28 giugno 2009  |
| 5  | (Disdainfully) The Helbergs  | Lo spot pubblicitario        | 14 luglio 2004    | 28 giugno 2009  |
| 6  | Get a Job                    | Lavoro per tutti             | 21 luglio 2004    | 4 luglio 2009   |
| 7  | Swing, Swing, Swing          | Tutti al ballo               | 28 luglio 2004    | 5 luglio 2009   |
| 8  | Shakespeare in Lust          | La recita scolastica         | 4 agosto 2004     | 5 luglio 2009   |
| 9  | The Sixth Quint              | La sesta gemella             | 8 settembre 2004  | 11 luglio 2009  |
| 10 | Loves, Lies and Lullabies    | Amore, bugie e ninna nanne   | 15 settembre 2004 | 18 luglio 2009  |
| 11 | Quint Con                    | La convention                | 22 settembre 2004 | 19 luglio 2009  |
| 12 | Battle of the Bands          | La battaglia rock            | 28 settembre 2004 |                 |
| 13 | Working It                   | Darci dentro                 | 6 ottobre 2004    |                 |
| 14 | Boobs on the Run             | La corsa delle bocce         | 3 novembre 2004   |                 |
| 15 | Teacher's Pet                | Il cocco della prof          | 10 novembre 2004  |                 |
| 16 | Thanksgiving Day Charade     | Autopsia di un tacchino      | 24 novembre 2004  | 9 agosto 2009   |
| 17 | Date Night                   | L'appuntamento               | 1º dicembre 2004  | 9 agosto 2009   |
| 18 | Bob and Carol Save Christmas | I regali di Natale           | 15 dicembre 2004  | 22 agosto 2009  |
| 19 | Where Are They Now?          | Tutto per un reality         | 22 dicembre 2004  | 22 agosto 2009  |
| 20 | Shall We Fight               | Permette un ballo            | 29 dicembre 2004  |                 |
| 21 | Chutes and Letters           | Lettere d'amore              | 5 gennaio 2005    |                 |
| 22 | The Coconut Kapow            | Lo spacca-noci di cocco      | 12 gennaio 2005   | 29 agosto 2009  |